# Ofra Haza
Ofra Haza (Hebreeuws: עפרה חזה) (Tel Aviv, 19 november 1957 - Ramat Gan, 23 februari 2000) was een Israëlisch zangeres van Joods-Jemenitische afkomst.

## Biografie
Haza groeide op in de arme Hatikva-buurt van Tel Aviv, die in die tijd bijna een sloppenwijk was. Zij werd ontdekt door Bezalel Aloni, die leiding gaf aan een zingende jeugdgroep in haar wijk. Hij werd haar producer, huiscomponist en mentor tot 1997, het jaar van haar huwelijk.
Haza's doorbraak was met Shir Hafrecha ("lied van een sletje"), op muziek van Zvika Pick. Het was tevens het titellied van de film Schlager, waarin ze ook acteerde. Het nummer werd aanvankelijk door diverse radiostations in Israël niet gedraaid vanwege de tekst, maar vele nationale hits en meerdere verkiezingen tot 'zangeres van het jaar' door de verschillende stations zouden volgen. Tot haar internationale doorbraak in 1988 werd zij vaak vergeleken met een andere zangeres, Yardena Arazi.
Haar internationale debuut maakte Haza tijdens het Eurovisiesongfestival van 1983, met het nummer Chai ("Leven") waarmee ze een tweede plek wist te halen. De tekst van het lied, dat gaat over het overwinnen van rampspoed en ellende, werd over het algemeen opgevat als een verwijzing naar de Israëlische staat, voornamelijk vanwege de zin “Am Yisrael chai” (“het volk van Israël leeft”) in het refrein. Symbolisch hierbij was dat het songfestival plaatsvond in Duitsland en specifieker München, waar in 1972 het Bloedbad van München had plaatsgevonden, waarbij 11 Israëliërs werden vermoord door Palestijnse terroristen. In 1988 had Haza haar grootste internationale hit met het nummer Im Nin'alu, van het album Shaday. Ook boekte ze internationale successen met het nummer Temple of Love (samen met de groep The Sisters of Mercy), My love is for real (met Paula Abdul) en zong ze voor de film The Prince of Egypt (1998). Im Nin'alu werd uitvoerig gesampled door Eric B. and Rakim, in het nummer Paid In Full.
In 1997 trouwde Haza met de Israëlische zakenman Doron Ashkenazi. Zij overleed in 2000 in het Tel Hashomer-ziekenhuis in Ramat Gan aan de gevolgen van aids. Ashkenazi werd er toentertijd van beschuldigd haar besmet te hebben. Later werd echter bekendgemaakt door haar man dat ze haar besmetting opgelopen had bij een bloedtransfusie na een miskraam. Ashkenazi zelf stierf een jaar later aan een overdosis drugs. Tussen de families Haza en Ashkenazi woedde nog enkele jaren een strijd over auteursrechten. Haza was vooral een idool van vele Israëlische vrouwen, jong en oud.
In de zomer van 2021 creëerde de Brits-Belgische EDM band Gravity Noir een compleet nieuw muziekarrangement voor Im Nin'alu. De originele zang van Ofra Haza is hiervoor behouden en zij komt ook voor in hun videoclip als een speciaal eerbetoon. Gravity Noir met Ofra Haza - Im Nin Alu 2021, werd officieel uitgebracht op 14 juli 2021. De langspeelfilm ANKH is vervolgens in 2022 uitgebracht en Ofra Haza is meerdere keren te zien en te horen via archiefbeelden.

## Albums
- 1974 - Ahava Rishona (met Shechunat Hatikvah Workshop Theatre)
- 1976 - Ve-hutz Mizeh Hakol Beseder (met Shechunat Hatikvah Workshop Theatre)
- 1977 - Atik Noshan (met Shechunat Hatikvah Workshop Theatre)
- 1979 - Shir HaShirim Besha'ashu'im (met Shechunat Hatikvah Workshop Theatre)
- 1980 - Al Ahavot Shelanu
- 1981 - Bo Nedaber
- 1982 - Pituyim
- 1982 - Li-yeladim (kinderliedjes)
- 1983 - Hai
- 1983 - Shirey Moledet 1
- 1984 - Bayt Ham
- 1984 - Shirey Teyman (alias Yemenite Songs of Fifty Gates of Wisdom)
- 1985 - Adamah
- 1985 - Shirey Moledet 2
- 1986 - Yamim Nishbarim
- 1987 - Shirey Moledet 3
- 1987 - Album HaZahav (Gouden Album)
- 1988 - Shaday
- 1988 - Yemenite Love
- 1989 - Desert Wind
- 1992 - Kirya
- 1993 - Oriental Nights
- 1994 - Kol Haneshama
- 1995 - Queen in Exile (niet uitgebracht)
- 1997 - Ofra Haza
- 1998 - At Montreux Jazz Festival (Live - opgenomen in 1990)
- 1998 - Shirei Moledet 3
- 2000 - Greatest Hits vol.1/Bemanginat Halev (Melody Of The Heart)
- 2001 - Music History
- 2004 - Greatest Hits vol.2/Bemanginat Halev (Melody Of The Heart)
- 2008 - Forever Ofra Haza - Her Greatest Songs Remixed (inclusief voorheen ongepubliceerd nummer)
- 2022 - ANKH, (Soundtrack van de gelijknamige film, Gravity Noir en Ofra Haza)

## Galerij

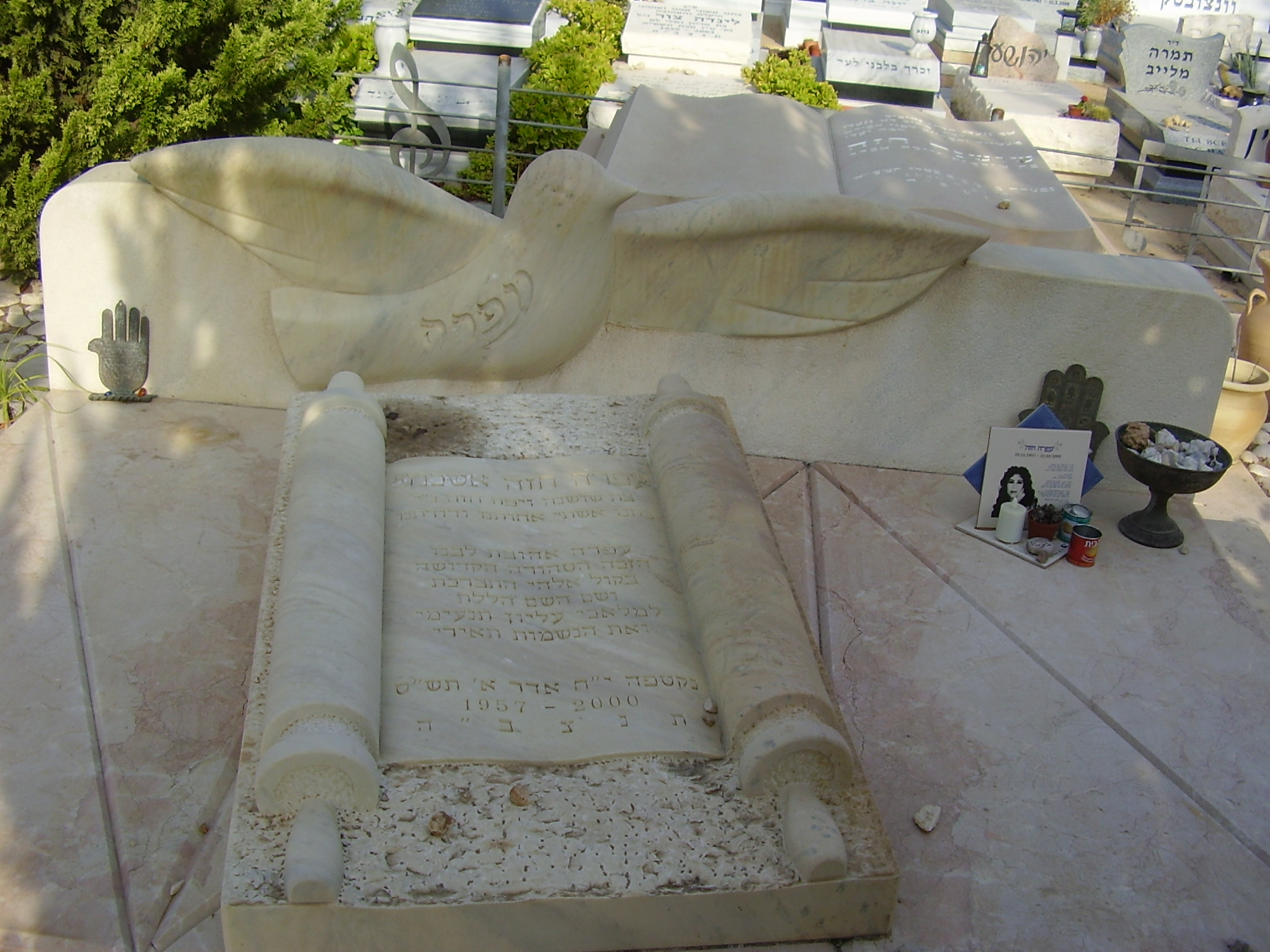
Het graf van Ofra Haza
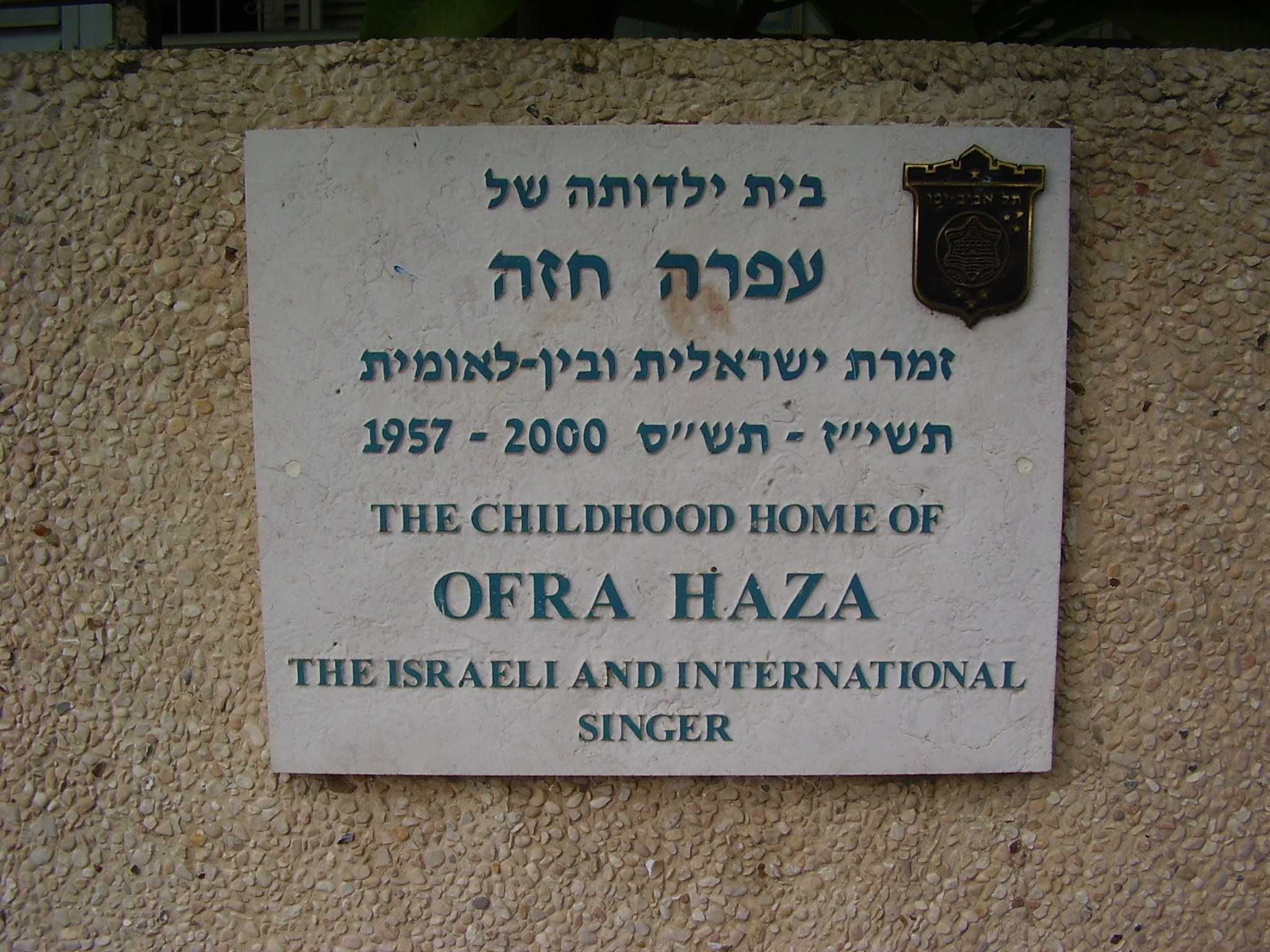
Plaquette op het huis waar Haza haar jeugd doorbracht
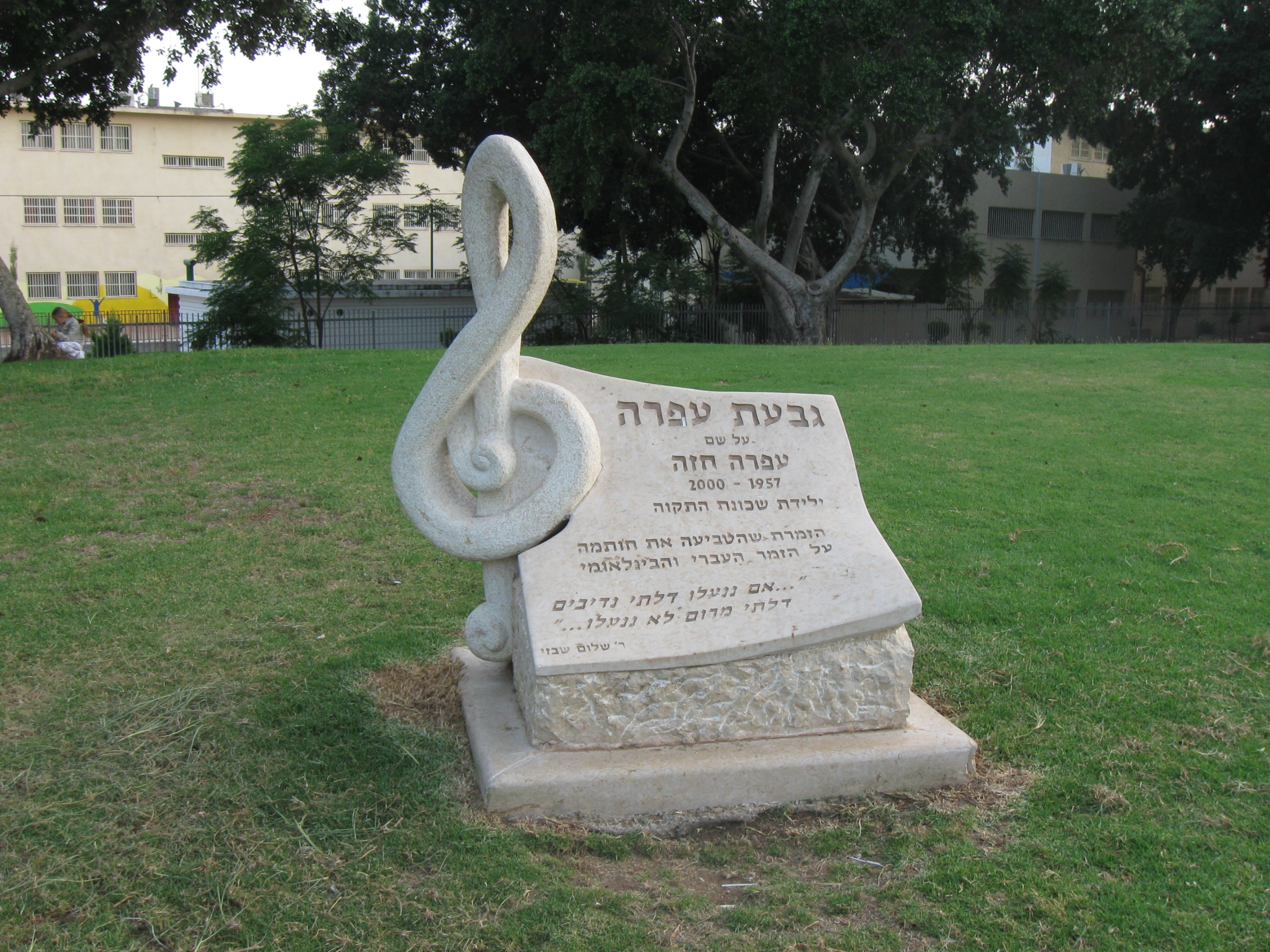
Gedenkteken voor Ofra Haza in Tel Aviv